# 공룡메카드
《공룡메카드》(영어: Dino Mecard, 중국어: 盟卡車神 龍獸覺醒)는 초이락 배틀완구 시리즈 3번째 작품으로 공룡을 소재로 하여 초이락컨텐츠팩토리, 손오공에서 제작하고 KBS 1TV에서 방송하는 공룡 어드벤처 애니메이션으로, 《터닝메카드》에 이은 새로운 메카드 시리즈이다. 기존의 터닝메카드 시리즈와 달리 배경, 인물, 내용 전개 등이 다르다. 2차원 애니메이션으로 제작되고 2017년 11월 23일부터 2018년 12월 27일까지 방영되었다. 

## 방송 시간
| 방송 채널 | 방송 기간                         | 방송 시간                     |
| --------- | --------------------------------- | ----------------------------- |
| KBS 1TV   | 2017년 11월 23일 ~ 2018년 2월 8일 | 매주 목 오후 1:50 ~ 2:20      |
| KBS 1TV   | 2018년 4월 12일 ~ 11월 8일        | 매주 목 오후 1:50 ~ 2:20      |
| KBS 1TV   | 3월 8일 ~ 4월 5일                 | 매주 목 오후 1:20 ~ 1:50      |
| KBS 1TV   | 11월 14일 ~ 12월 13일             | 매주 수 ~ 목 오후 1:50 ~ 2:20 |
| KBS 1TV   | 12월 20일 ~ 12월 27일             | 매주 목 오후 1:50 ~ 2:20      |

### 리마스터
| 방송 채널  | 방송 기간                  | 방송 시간                            |
| ---------- | -------------------------- | ------------------------------------ |
| 브라보키즈 | 2024년 1월 29일 ~ 2월 26일 | 매주 월 오후 5:00 ~ 5:30 (30분)      |
| 브라보키즈 | 2024년 3월 4일 ~ 3월 11일  | 매주 월 오후 5:00 ~ 5:15 (15분)      |
| 브라보키즈 | 2024년 3월 18일            | 매주 월 오후 5:00 ~ 5:30 (30분)      |
| 브라보키즈 | 2024년 3월 25일            | 매주 월 오후 5:00 ~ 저녁 6:00 (60분) |
| 브라보키즈 | 2024년 4월 1일 ~ 6월 3일   | 매주 월 오후 5:00 ~ 5:30 (30분)      |
| 브라보키즈 | 2024년 6월 10일            | 매주 월 오후 5:00 ~ 5:15 (15분)      |
| 브라보키즈 | 2024년 6월 17일 ~ 7월 22일 | 매주 월 오후 5:00 ~ 5:30 (30분)      |
| 브라보키즈 | 2024년 7월 29일            | 매주 월 오후 5:00 ~ 5:15 (15분)      |

## 속성
- 단단함
- 날카로움
- 민첩함

## 등장 인물

### 주연
- 나용찬: 밝고 건강한 개구쟁이 소년. 호기심이 강하고 낙천적이다. 10세. 《터닝메카드》/《터닝메카드 R》의 나찬 포지션.
- 강우람: 나용찬과 같은 학교에 다니는 골목대장. 몸집이 크고 성격이 거만하다. 10세. 《터닝메카드》/《터닝메카드 R》의 기운찬 포지션.
- 루이킴: 글로벌 대기업 사장의 아들이고 겉모습은 멋지지만 성격이 오만하고 철 없는 부잣집 채집가 도련님이다. 12세. 《터닝메카드》/《터닝메카드 R》의 반다인 포지션.
- 초신비: 공룡 마술 공연을 하며, 노래를 부르는 인기 아이돌 마술사. 수오를 짝사랑한다. 14세.
- 홍유미: 씩씩하고 활달한 소녀. 기계를 잘 다루고 공룡도 매우 좋아한다. 10세. 《터닝메카드》/《터닝메카드 R》의 리안 포지션.
- 티라라: 정체불명 의문의 소녀. 겉모습은 귀엽지만 수상한 비밀을 품고 있다. 10세.
- 수오: 정체불명 의문의 소년. 정의감이 강하고 멋있지만 가끔 엉뚱한 실수를 한다. 10세.
- 안경준: 작은 몸집의 학구적인 소년. 컴퓨터에 능하고 아는 것이 많다. 10세. 《터닝메카드》/《터닝메카드 R》의 천재형 포지션.

### 조연
- 장세모: 우람이를 따르는 왜소한 소년. 겁이 많고 약하지만 그의 위세를 빌려 항상 잘난 척을 한다. 10세.
- 나나린: 나용찬의 여동생이며 호기심이 많다. 6세. 《터닝메카드》/《터닝메카드 R》의 다나&공주희 포지션.
- 판치: 용찬이네 집의 반려견으로, 멍한 듯 보이지만 실제로는 사람 말을 모두 알아듣는 영리한 개다. 《터닝메카드》의 야롱이 포지션.
- 공박사: 공룡을 연구하고 있는 숲속의 과학자이자 박사님.뭐든지 만들어낼 수 있는 천재지만 실수가 많다. 65세. 《터닝메카드》의 프랭클린 박사 포지션.
- 용찬 엄마: 용찬이네 엄마.
- 일호&이호: 루이킴의 충직한 보디가드.하지만 충직함보다는 허당끼와 개그질을 보인다. 35세.
- 스테노: 수오의 할아버지로 칼로비스와는 과거 같은 연구를 하던 동료였다.

### 악당
- 칼로비스: 중간보스. 티라라의 아버지로 스테노와는 과거 같은 연구를 하던 동료였다. 그런데 칼로비스는 스테노를 거역하고 목적은 다이노사우로이드별을 위해 개조공룡을 만들어서 지구를 침략을 계획했다.
- 제이: 최종보스. 자칭 천재 대학생. 자신외엔 모든것도 필요없다는 나르시스트. 22세. 52화에 개조 공룡이 사라진 후 실패하고 결국 경찰에게 체포됐다.

## 등장 타이니소어 및 관련 메카

### 타이니소어
- 티라노 (속성: 날카로움) (카드: 4종)
- 트리케라 (속성: 단단함) (카드: 4종)
- 브라키오 (속성: 단단함) (카드: 4종)
- 스테고 (속성: 단단함) (카드: 4종)
- 파키케 (속성: 단단함) (카드: 4종)
- 프테라 (속성: 민첩함) (카드: 4종)
- 크로노 (속성: 민첩함) (카드: 4종)
- 옵탈모 (속성: 민첩함) (카드: 4종)
- 니쿠스 (속성: 날카로움) (카드: 4종)
- 사이카 (속성: 단단함) (카드: 4종)
- 플레시오 (속성: 민첩함) (카드: 4종)
- 미크로 (속성: 민첩함) (카드: 4종)
- 람베오 (속성: 단단함) (카드: 4종)
- 파키리노 (속성: 단단함) (카드: 4종)
- 안킬로 (속성: 단단함) (카드: 4종)
- 딜로포 (속성: 날카로움) (카드: 4종)
- 수쿠스 (속성: 날카로움) (카드: 4종)
- 스피노 (속성: 날카로움) (카드: 4종)
- 카르노 (속성: 날카로움) (카드: 4종)
- 살타 (속성: 단단함) (카드: 4종)
- 펜타 (속성: 단단함) (카드: 4종)
- 알로 (속성: 날카로움) (카드: 4종)
- 암모 (속성: 민첩함) (카드: 4종)
- 모사 (속성: 민첩함) (카드: 4종)
- 아노말로 (속성: 민첩함) (카드: 4종)
- 모놀로포 (속성: 날카로움) (카드: 4종)
- 파라사 (속성: 단단함) (카드: 4종)
- 케찰코 (속성: 민첩함) (카드: 4종)
- 수코미 (속성: 날카로움) (카드: 4종)
- 델타 (속성: 날카로움) (카드: 4종)
- 테리지노 (속성: 날카로움) (카드: 4종)
- 사우로 (속성: 단단함) (카드: 4종)
- 친타오 (속성: 단단함) (카드: 4종)
- 아르켈론 (속성: 민첩함) (카드: 4종)
- 디메트로돈 (속성: 날카로움) (카드: 4종)
- 에이니오 (속성: 단단함) (카드: 4종)
- 아크로칸토 (속성: 날카로움) (카드: 4종)
- 디모르 (속성: 민첩함) (카드: 4종)
- 매머드 (속성: 단단함) (카드: 4종)
- 사스타 (속성: 민첩함) (카드: 4종)
- 오우라노 (속성: 단단함) (카드: 4종)
- 니게르 (속성: 단단함) (카드: 4종)
- 프시타코 (속성: 단단함) (카드: 4종)
- 카르카로 (속성: 날카로움) (카드: 4종)
- 둔클레오 (속성: 민첩함) (카드: 4종)
- 드라코렉스 (속성: 단단함) (카드: 4종)
- 아르마딜로 (속성: 날카로움) (카드: 4종)
- 투판닥 (속성: 민첩함) (카드: 4종)
- 케이루스 (속성: 날카로움) (카드: 4종)
- 힐라에오 (속성: 단단함) (카드: 4종)
- 기가노토 (속성: 날카로움) (카드: 4종)
- 디플로 (속성: 단단함) (카드: 4종)

### 캡처카
- 알키온 (나용찬의 캡처카) (성별: ♂) (《터닝메카드》/《터닝메카드 R》의 에반 포지션)
- 티톤 (강우람의 캡처카) (성별: ♂) (《터닝메카드》/《터닝메카드 R》의 알타 및 《터닝메카드》의 타이탄&파이온 포지션)
- 아렌 (루이킴의 캡처카) (성별: ♂) (《터닝메카드》/《터닝메카드 R》의 독꼬리 및 《터닝메카드》의 만타리 포지션)
- 데본느 (초신비의 캡처카) (성별: ♀) (《터닝메카드》의 미리내&피코 포지션)
- 하딘 (제이의 캡처카 → 홍유미의 캡처카) (성별: ♂) (《터닝메카드》의 게리온&바벨&데스퍼 포지션)
- 집사 칼로비스 (티라라의 캡처카) (성별: ♂)
- 스테노 (수오의 캡처카) (성별: ♂) (《터닝메카드》의 메가&스핑크스&도라 포지션)

### 슬로프 메카
- 메가티라노 (성별: ♂) (변신 형태: 티라노사우루스)
- 메가트리케라 (성별: ♂) (변신 형태: 트리케라톱스)
- 메가스피노 (성별: ♂) (변신 형태: 스피노사우루스)

## 개조 공룡
- 개조 티라노사우루스 (최종보스)
- 개조 트리케라톱스
- 개조 사이카니아

## 목소리 출연
- 안현서: 나용찬
- 한신: 알키온
- 서유리: 홍유미, 루이킴 엄마
- 정선혜: 안경준
- 소정환: 강우람, 하딘
- 김은아: 장세모, 요리 선생님(18화)
- 조경이: 나나린, 진지희(담임 선생님)
- 홍범기: 공 박사, 루이킴 아빠
- 양정화: 수오, 용찬 엄마, 이하늘(9화)
- 민승우: 용찬 아빠, 티톤, 메가티라노
- 심규혁: 루이킴, 사회자(18화)
- 정혜원: 초신비
- 강수진: 일호
- 김장: 이호, 제이
- 안영미: 제이 애인, 우람 엄마
- 정주원: 우람 아빠, 아렌, 메가스피노
- 조세령: 데본느
- 여민정: 티라라
- 홍진욱: 집사 칼로비스, 진짜 칼로비스
- 이장원: 스테노
- 손수호: 메가트리케라

## 관련 서적
- 필름북은 서울문화사에서 나오고 있으며, 2019년 3월 기준으로 8권(총 32화)이 나왔다.
- 그 외의 퍼즐, 스티커북, 물감 색칠놀이북 등도 나오고 있다.

## 같이 보기
- 공룡킹 어드벤처
- 내 친구 코리리